# Баскаковка
Баскаковка — село в Смоленской области России, в Угранском районе. Расположено в восточной части области в 18 км к югу от Угры, на левом берегу реки Баскаковка. Одноимённая железнодорожная станция (с 1933 года) на линии Вязьма — Фаянсовая. Население — 250 жителей (2007 год). Административный центр Ключиковского сельского поселения.

## История
Возникла в 1900 году на месте бывшей помещичьей усадьбы. По 1929 год в составе Мосальского уезда Калужской губернии. Во время Великой Отечественной войны деревня была полностью сожжена немецкими войсками.

## Экономика
Леспромхоз, неполная средняя школа, библиотека, дом культуры, медпункт.

## Достопримечательности
- Скульптура на братской могиле 716 воинов Советской Армии, погибших в 1941—1943 гг.